# Ommariel Valenzuela
Ommariel Vilibeth Valenzuela (ur. 17 listopada 1986) – wenezuelska zapaśniczka. Zajęła 22 miejsce na mistrzostwach świata w 2009. Piąta na mistrzostwach panamerykańskich w 2009. Triumfatorka igrzysk boliwaryjskich w 2009 roku.